# Distretto di Nong Bun Mak
Il distretto di Nong Bun Mak (in thailandese: หนองบุญมาก) è un distretto (amphoe) della Thailandia, situato nella provincia di Nakhon Ratchasima.